# Srpenica
Srpenica (Duits: Serpenitz) is een plaats in Slovenië en maakt deel uit van de gemeente Bovec in de NUTS-3-regio Goriška. De plaats telde 175 inwoners op 1 januari 2020.

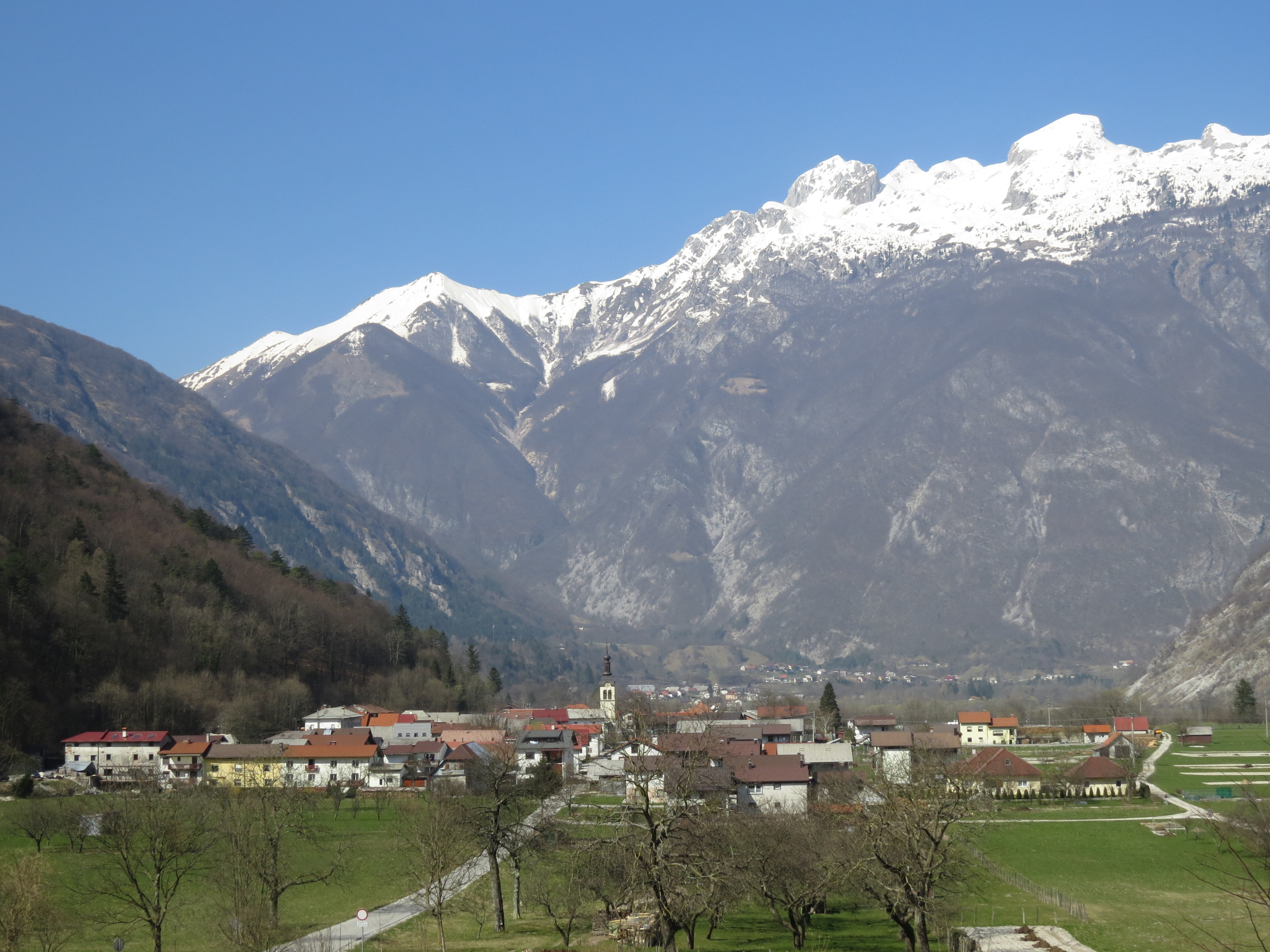
Srpenica
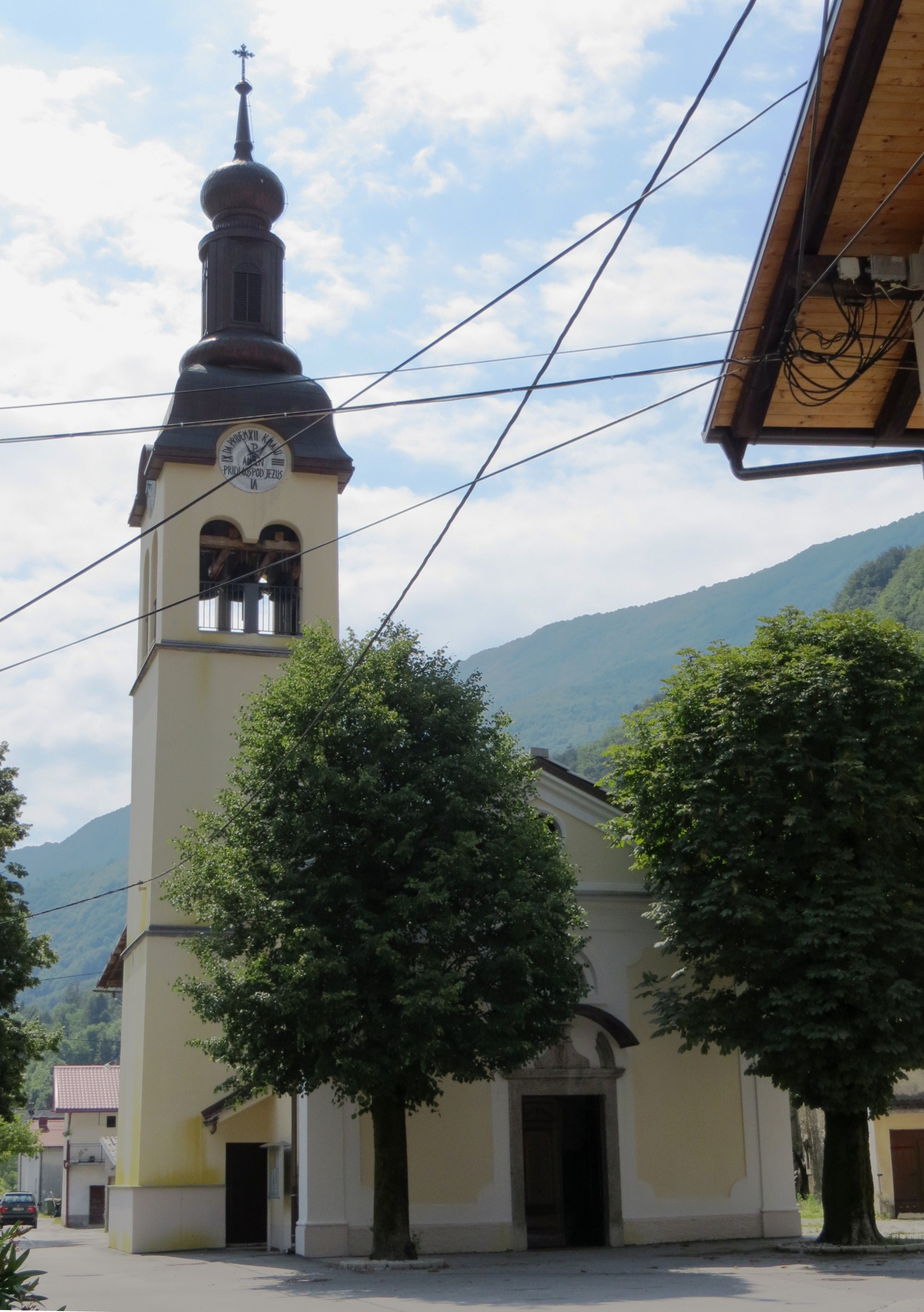
Kerk in Srpenica